# Nederlandsche Reisvereeniging

Reisgezelschap van de Nederlandsche Reisvereeniging in 1939

De Nederlandsche Reisvereeniging (NRV) was een algemene reisvereniging die van 1906 tot 1999 bestond.
De NRV werd op 24 maart 1906 in Den Haag opgericht door de Haagse advocaat Marius Jacobus van der Flier en de koopmanszoon Abraham Pieters. De reisvereniging stelde zich ten doel goedkope groepsreizen te organiseren voor mensen met een smallere beurs.
Reizen en Trekken was het tijdschrift van de Nederlandsche Reisvereeniging. 